# Paschoal
Paschoal, właśc. Pascoal Silva Cinelli (ur. 24 maja 1900 w Rio de Janeiro, zm. 23 grudnia 1987 tamże) – piłkarz brazylijski, występujący na pozycji napastnika.

## Kariera klubowa
Karierę piłkarską Paschoal spędził w CR Vasco da Gama, gdzie grał w latach 1922–1930. Podczas tego okresu Paschoal wygrał z Vasco trzykrotnie mistrzostwo Stanu Rio de Janeiro – Campeonato Carioca w: 1923, 1924 i 1929 roku.

## Kariera reprezentacyjna
W reprezentacji Brazylii Paschoal zadebiutował 11 listopada 1923 w meczu z reprezentacją Paragwaju podczas Copa América 1923. W Copa America Paschoal wystąpił we wszystkich trzech meczach z: Paragwajem, Urugwajem i Argentyną. Ostatni raz w barwach canarinhos w meczu międzypaństwowym wystąpił 9 grudnia 1923 w meczu z reprezentacją Argentyny, którego stawką był Copa Julio Roca.
Ostatni raz w barwach canarinhos wystąpił 24 lutego 1929 w towarzyskim meczu z urugwajskim klubem Rampla Juniors. Ogółem w latach 1923–1929 Paschoal wystąpił w sześciu meczach oraz czterech nieoficjalnych w których zdobył bramkę w meczu z Sportivo Barracas Bolívar.